# Кавкаски поход
Кавкаски поход или Кавкаски фронт је представљао серију битака између Руске Империје и Османског царства у Првом светском рату од 1914. до 1918. Рани руски успеси на том фронту заустављени су због Октобарске револуције и Руског грађанског рата. После тога је Турска повратила све територије, које је пре тога изгубила и још више од тога.

## 1914. - Катастрофални пораз турске војске
Главни циљ Османске владе је био да поврати територије изгубљене у Руско-турском рату (1877—1878). Министар рата Енвер-паша није послушао савете немачких саветника, па је месец дана након објаве рата започео рат против Русије. Енвер-паша је лично командовао турском 3. армијом, коју је водио у битку против Русије на Кавказу. Била је то велика армија (између 100.000 и 190.000 људи), али турска војска је била лоше опремљена за зимско ратовање.
Руска војска је у почетку имала 100.000 војника под номиналном командом генерала Илариона Воронцова-Дашкова. Прави командант је био Николај Јуденич, најбољи руски генерал Првог светског рата. Због пораза у биткама на Источном фронту Руси су прекомандовали много војске са Кавказа на Источни фронт. Остало је само 60.000 војника на Кавказу.
Јермени унутар Османског царства су подржавали Русе. Воронцов је планирао да повуче руску војску у Карс, али га Јуденич није послушао, него је остао у Сарикамишу. У бици код Сарикамиша (29. децембар 1914 — 2. јануар 1915) турска војска је претрпела тешки пораз, па се повукла у нереду. Остало је само 18.000 живих турских војника. Енвер-паша је због тог пораза дао предао команду над војском, а Јермене је оптужио за пораз. Већ у фебруару је наредио да се разоружају сви Јермени у турској војсци. Послати су у радне логоре, где су побијени. Тиме је започео геноцид над Јерменима. У исто време када је војска Енвера-паше кренула према Карсу и у сусрет катастрофи код Сарикамиша, мала османска војска се кретала од језера Ван према Персији. Суочивши се са малим отпором окупирали су Табриз. И Руси и Британци су послали војску у северну Персију и одатле су истерали ту турску војску.

## 1915. Напред и назад
Генерал Јуденич је био хваљен због велике победе над Турцима и постао је командант руске војске на Кавказу. Започео је офанзиву у турску територију према језеру Ван у османској Јерменији. Руси су се надали да ће имати подршку православних Јермена. Како су се Руси приближили, тако је 20. априла избила побуна Јермена против османске власти у месту Ван. Јермени су успевали да се одрже месец дана против надмоћне турске војске. Руси су освојили Ван у мају 1915. У то време генерал Јуденич је веровао да су турске снаге јако слабе у том подручју. Мислио је да имају највише четири дивизије. Паша Абдул Керим је имао осам дивизија са сталним појачањима. Руски генерал на фронту Огановски је био јако спор и послао је мало војске у неколико смерова.
Керим-паша је у лулу 1915. кренуо у контранападе у подручју језера Ван и победио је Русе у бици код Малазгирта. Руси су се после тога повукли. Генерал Јуденич је скупио на брзину мобилну војску од 22.000 војника, углавном козака. Та војска под командом генерала Баратова обрачунала се се Турцима у бици код Кара Килисе почетком августа 1915. Турци су се повукли. Руси су заробили 6.000 Турака и много оружја и опреме. У међувремену су Турци победили јерменске побуњенике око језера Ван, али због пораза код Кара Килисе Руси су поново заузели место Ван. Током руске офанзиве на Јерменију Талат-паша је наредио насилно расељавање Јермена на југ.
Створена је администарција Западне Јерменије. Велики кнез Николај је 24. септембра постављен као командант руских снага у Јерменији и Персији. Међутим стварно вођење операција је оставио способном генералу Јуденичу.

## 1916. Руска победа
Обично је током зиме владало затишје на фронтовима. Турска армија је баш страдала током зиме у бици код Сарикамиша. Руски генерал Јуденич је одлучио да искористи зиму да изненади Турке. У јануару 1916. руска војска је тајно кренула према великој османској тврђави Ерзуруму. Једна турска дивизија на путу према Ерзуруму је уништена изненадним нападом
Док су се Руси кретали да освоје Ерзурум друга османска дивизија је била уништена 14. фебруара 1916. код града Тафта исто тако руским изненадним нападом. Керим-паша, који је држао Ерзурум је био или неспреман за опсаду или иживциран, али уместо да држи тврђаву повукао се па су Руси ушетали у Ерзурум 16. фебруара 1916. Од Ерзурума руска војска се кретала у два правца. Северно су у априлу освојили стари лучки град Трабзон. Други део руске војске је кренуо јужно и заузео Муш и Битлис гонећи пред собом деморализовану османску војску.
Османска армија је под новим вођом Вехип-пашом добила наређење да преотме Трабзон. Турска војска је кренула обалом према Трабзону, али Руси су зауставили претходницу користећи доминантност руске морнарице. Генерал Јуденич је на турски напад одговорио офанзивом према Ерзинкану. Заузео је Ерзинкан 2. јула 1916., па су Турци зауставили офанзиву према Трабзону, да би стабилизовали линије фронта. Једини успех на турској страни остварио је Мустафа Кемал који је поново освојио Муш и битлис у августу 1916. Крајем јесени Руси су истерали Кемалову војску одатле.

## 1917. Све је мирно
Руси су правили планове о офанзивама против Турака, али Фебруарска револуција је спречила све војне операције. Нова влада је поставила генерала Јуденича на бесмислену позицију у централној Азији, па се он пензионисао. Турци су с друге стране били под великим притиском британске војске у Палестини и Месопотамији, па су повукли већину војске на југ. Током остатка 1917. руска војска се распадала док није престала да буде ефективна војна сила.

## 1918. Османска победа
Почетком 1918. руска војска на Кавказу се састојала само од неколико хиљада добровољаца и двеста официра. Годину дана пре тога било је 500.000 војника. Руске огромне јужне територије су остале без одбране. Турци су кренули у офанзиву у јануару 1918. Једини отпор пружала им је полуорганизована милиција Јерменске Републике. Османска војска је у фебруару и марту 1918. освојила Трабзон, Ерзурум, Карс, Ван и Батуми. Средином те офанзиве нова бољшевичка власт је отписала све те земље Брест-литовским споразумом из марта 1918.
Енвер-паша је имао веће циљеве да поврати све територије изгубљене 40 година пре тога. Због тога је оживео снове о турској доминацији над Централном Азијом и наредио је да се формира Исламска армија. Та армија је имала 14.000 до 25.000 углавном муслимана, од којих су већина говорила турски. Наредио је Исламској армији да крене на Демократску Републику Јерменију и да освоји Баку. Тој новој офанзиви супростављала се Немачка, која је сматрала јужну Русију својом интересном сфером. У мају 1918. османска војска је напала новоформирану Демократску Републику Јерменију. Јермени су у једној бици успели да поразе Турке, али изгубили су каснију битку, па им се распала војска. Били су присиљени да потпишу споразум у Батумију 1918. Демократска Република Грузија је затражила немачку војну помоћ. Немачка војска је дошла у Грузију под командом Креса фон Кресенштајна. Енвер-пашина Исламска армија је заобишла Грузију и прошла је кроз Азербејџан. Дошли су до Бакуа и одатле су избацили Британце. До краја рата Турска је изгубила Палестину, Сирију и Месопотамију, али заузели су територије изгубљене претходно од Руса у источној Анадолији.

## Последице
Турски напади на Јерменску Републику завршили су примирјем. Две године после примирја склопљен је мировни споразум у Севру 10. августа 1920. Тај споразум признаје „Вилсоновску Јерменију“, али то никад није постало део Јерменије. Османско царство је изгубило рат са савезницима, али границе на Кавказу нису биле решене. Избио је био Грузијско-јерменски рат 1918, па Јерменско-азербаџејански рат (1918—1920), затим је уследили Турско-јерменски рат, Грчко-турски рат и Француско-турски рат.